# Henri Louis Le Châtelier
Henri Louis Le Châtelier (Paris, 8 de outubro de 1850 — Miribel-les-Échelles, 17 de junho de 1936) foi um químico e metalurgista francês. Contribuiu significativamente para o desenvolvimento da termodinâmica, é conhecido pela descoberta da lei do equilíbrio químico (1888).

## Vida
Formado na École Polytechnique e na École des Mines em Paris, ensinou química sucessivamente na École des Mines, no Collège de France e na Sorbonne (1878-1925) e tornou-se inspetor geral de minas (1907). Formulou o denominado Princípio de Le Châtelier (1888), sobre relações entre variações de temperatura e pressão. Também trabalhou com calor específico em gases a altas temperaturas e métodos de medição de temperaturas. Promoveu a aplicação de química na indústria francesa, especialmente na produção de gás amônia, cimento, aço e cerâmica. Entre seus livros destacaram-se Science and Industry (1925) e Method in the Experimental Sciences (1936). Morreu em Miribel-les-Échelles, Isère, França, e além das contribuições para a metalurgia e cerâmica, desenvolveu ainda equipamentos para linhas férreas, um pirômetro óptico.

## Fatores que afetam o equilíbrio químico

### Influência daConcentração
Supondo o equilíbrio:
{\displaystyle {\ce {N2(g) + 3H2 (g) <-> 2NH3 (g)}}}
Se tivermos colocado N2, H2 e NH3 em um recipiente mantido à temperatura constante e que seja esperado até que o sistema atinja o equilíbrio. Será medido em seguida a concentração de equilíbrio de cada uma das três substâncias. Seqüencialmente, o equilíbrio será perturbado adicionando N2 no recipiente. A concentração de cada substância mostra ser constante à esquerda do gráfico: o sistema está em equilíbrio. Repentinamente, a concentração de N2 aumenta, quando maior quantidade é adicionada ao recipiente. A concentração de N2 e de H2 imediatamente começou a diminuir, ao mesmo tempo a concentração de NH3 começou a aumentar. Estas mudanças ocorrem quando falamos que o equilíbrio "foi deslocado para a direita".
{\displaystyle {\ce {N2(g) + 3H2 (g) <-> 2NH3 (g)}}}
Estas mudanças continuam, entretanto a velocidade diminui gradualmente, até que o sistema novamente restabelece um estado de equilíbrio, após o qual a concentração de um permanece constante.
Neste experimento, parte da quantidade de N2 adicionada é consumida no deslocamento do equilíbrio, assim, o efeito da adição (aumento na concentração) é parcialmente compensado. Em outras palavras, o ajuste do sistema tende a minimizar o efeito de adição de N2, como prevê o princípio de Le Châtelier. Nota-se, entretanto, a mudança nas grandezas relativas da concentração, que ocorre após a adição de N2. Estas mudanças estão na proporção de 1:3:2 (de [N2] para [H2] e para [NH3], o que está em concordância com a estequiometria da reação.
{\displaystyle {\ce {N2(g) + 3H2 (g) <-> 2NH3 (g)}}}
Um aumento na concentração dos reagentes ou uma diminuição na concentração dos produtos desloca o equilíbrio para a direita.
Uma diminuição da concentração dos reagentes ou um aumento da concentração dos produtos desloca o equilíbrio para a esquerda.

### Influência daPressão
A resposta dada por um sistema em equilíbrio à adição ou remoção de um componente é mais uma resposta à mudança de concentração do que uma variação de quantidade. Para confirmar esta afirmação, considere novamente o equilíbrio:
{\displaystyle {\ce {N2(g) + 3H2 (g) <-> 2NH3 (g)}}}
Se repentinamente for diminuído o volume do recipiente à temperatura constante, as quantidades de N2, H2 e NH3 não são imediatamente afetadas, entretanto, as concentrações aumentam. Neste caso, o equilíbrio se desloca para a direita; é formado mais NH3, e menos N2 e H2 estarão presentes depois de restabelecido o equilíbrio. A resposta do sistema deve estar vinculada à concentração. De que maneira o princípio de Le Châtelier explica a formação de mais NH3 neste equilíbrio? O equilíbrio é deslocado para a direita porque assim será reduzido o número total de moléculas, e portanto, a pressão total no recipiente. A diminuição do volume de uma mistura de gases aumentará a pressão total (Lei de Boyle). Neste caso, porém, o aumento de pressão é minimizado pela diminuição do número de moléculas de gás. Note, entretanto, que depois do equilíbrio ser restabelecido, embora esteja presente mais NH3 e menos H2 e N2, as concentrações de todos os três aumentaram, como consequência da diminuição de volume do recipiente.
Nem sempre uma variação no volume do recipiente provocará um deslocamento no equilíbrio num sistema gasoso em equilíbrio. Por exemplo no equilíbrio:
{\displaystyle {\ce {2HI (g) <-> H2(g) + I2(g)}}}
o número de moléculas de gás é igual nos dois lados da equação, o sistema em equilíbrio não responde a uma diminuição de volume, à temperatura constante. Neste caso não existe mecanismo para minimizar o aumento de pressão, portanto, nenhum deslocamento é produzido pela variação de volume do recipiente. A variação da pressão também não exerce influência sobre os equilíbrios não-gasosos.
Um aumento na pressão do sistema desloca a reação para o lado que tiver menos moléculas.
Uma diminuição na pressão do sistema desloca o equilíbrio para o membro que tiver mais moléculas.
O que acontece a um equilíbrio se for aumentada a pressão total por meio da adição de um gás inerte ao recipiente? Neste caso, pode-se esperar que o equilíbrio se desloque na direção em que existem menos moléculas, mas não é o que ocorre. Isto é explicado pelo fato das concentrações de N2, H2 e NH3 não serem afetadas pela adição de um gás inerte, já que o volume do recipiente é mantido constante.

### Influência daTemperatura
Agora será considerada a influência de mudanças de temperatura sobre um sistema em equilíbrio. O princípio de Le Châtelier prevê que um aumento de temperatura favorece um reação endotérmica. A formação de amônia a partir de seus elementos é uma reação exotérmica.
{\displaystyle {\ce {N2(g) + 3H2 (g) <-> 2NH3 (g); \Delta H= -92,2 kJ}}}
o que poderia ser rescrito como:
{\displaystyle {\ce {2NH3 (g) + 92,2 kJ <-> N2(g) + 3H2 (g)}}}
Assim, a reação à direita é exotérmica e a da esquerda é endotérmica. A adição de calor a este equilíbrio causa uma deslocamento para a esquerda. A reação endotérmica (para a esquerda) consome parte do calor adicionado para produzir mais N2 e H2 a partir de NH3, e desta maneira a temperatura aumenta menos do que se poderia esperar. A temperaturas mais altas, as concentrações de equilíbrio de [N2] e [H2] são maiores e a de [NH3] é menor. Com a diminuição da temperatura há uma inversão de todos os efeitos citados, uma vez que é favorecida a reação exotérmica. É produzido calor que compensa parcialmente aquele retirado do sistema.
Um aumento de temperatura desloca o equilíbrio no sentido da reação endotérmica.
Uma diminuição na temperatura desloca o equilíbrio em direção à reação exotérmica.

## Publicações
- Cours de chimie industrielle (1896; second edition, 1902)
- High Temperature Measurements, translated by G. K. Burgess (1901; second edition, 1902)
- Recherches expérimentales sur la constitution des mortiers hydrauliques (1904; English translation, 1905)
- Leçons sur le carbone (1908)
- Introduction à l'étude de la métallurgie (1912)
- La silice et les silicates (1914)